# Château de la Chassagne (Saint-Vincent-Bragny)
Pour les articles homonymes, voir Château de la Chassagne.
Le château de la Chassagne est situé sur la commune de Saint-Vincent-Bragny en Saône-et-Loire.

## Description
Le nouveau château, de plan rectangulaire, est inspiré du style "néo-Régence" de la fin du XVIIe siècle. On y accède par une avenue de chaque côté de laquelle sont situés, ferme et le potager au Couchant. La façade nord est flanquée à ses extrémités de deux courtes ailes en retour d'équerre et animée en son centre d'un avant-corps à peine saillant d'une seule travée. Demi lune d'entrée au Septentrion.Statues de Flore et de l'Amour.
Devant la façade, entre les ailes, une terrasse à balustrades est séparée par quelques marches d'un parterre orné d'ifs. Au-delà, quatre statues sont dressées à l'entrée d'une longue allée de tilleuls aboutissant à une grille, entre deux pavillons carrés. Cette grille s'ouvre sur un hémicycle de tilleuls dans lequel on découvre une statue de la nymphe Pomone.
Un certain nombre d'éléments participent à l'inscription aux Monuments historiques : dépendance, ferme, jardin, jardin potager, enclos, portail, serre, statue, balustrade, pavillon, vase, étable.
Le château est une propriété privée et ne se visite pas.

## Historique
- fin XIXe siècle : le manoir de la Chassagne est détruit par un incendie
- entre 1893 et 1899 : un vaste château est alors bâti au même emplacement pour l'industriel lyonnais Henry Roux de Bézieux ;  l'architecte serait le lyonnais Paul de Montclos et les jardins sont dessinés par le paysagiste Henri Duchêne, père d'Achille Duchêne